# Lille dreng på Østerbro - en film om by og barndom
|  | Denne artikel er oprettet af botten PalnaBot ud fra en ekstern database. Den kan derfor have sproglige fejl eller mangler. Denne skabelon kan fjernes efter kontrol af indholdet. |

Lille dreng på Østerbro - en film om by og barndom er en portrætfilm fra 1991 instrueret af Lasse Spang Olsen efter manuskript af Ib Spang Olsen og Lasse Spang Olsen.

## Handling
Dokumentarfilm om udviklingen på Østerbro set med kunstneren Ib Spang Olsens øjne. Ib Spang Olsen - og sønnen Lasse - fortæller om dengang, Ib var en lille dreng på Østerbro. Historien er her delt op i 6 børnevenlige dele af ca. 10 minutters varighed. Stoffet er grupperet i overskrifter. Første del er en introduktion, de følgende hedder "Hjemme i gaden", "På cykel og på skinner", "Legesteder og gemmesteder", "Skoleveje og krigsstier" og "I havnen og i vandet". Denne udgave er således fyldigere i sin beskrivelse af tegneren og forfatterens spændende barndomsland.